# Der englische Patient

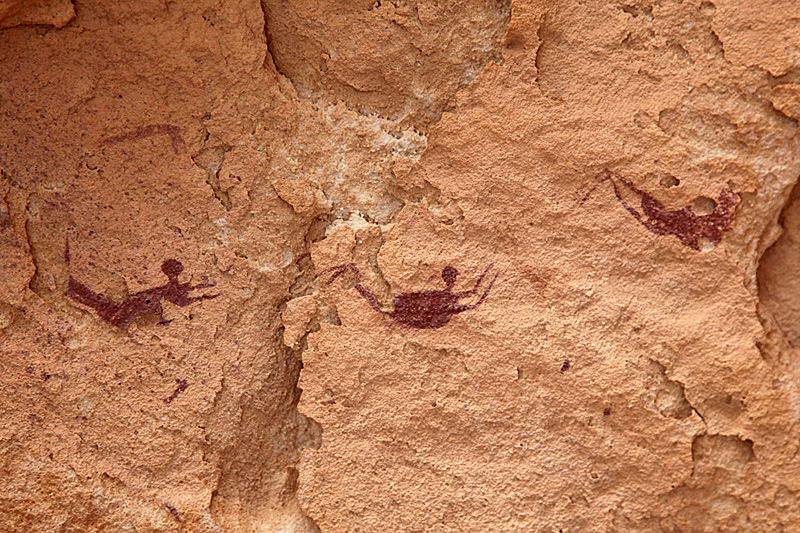
Höhlenmalerei, die László Almásy im Oktober 1933 im ägyptischen Wadi Sura entdeckt hat. Die Höhle der Schwimmer ist ein zentraler Schauplatz des Romans.

Der englische Patient (engl. Originaltitel: The English Patient) ist ein 1992 veröffentlichter Roman des kanadischen Schriftstellers Michael Ondaatje. Das Buch wurde im selben Jahr mit dem Booker Prize sowie 2018 als bester bisher mit dem Booker Prize ausgezeichneter Roman auch mit dem Golden Man Booker Prize ausgezeichnet.
Der Roman wurde 1996 von Miramax Films unter der Regie von Anthony Minghella verfilmt.

## Hauptpersonen und Handlung

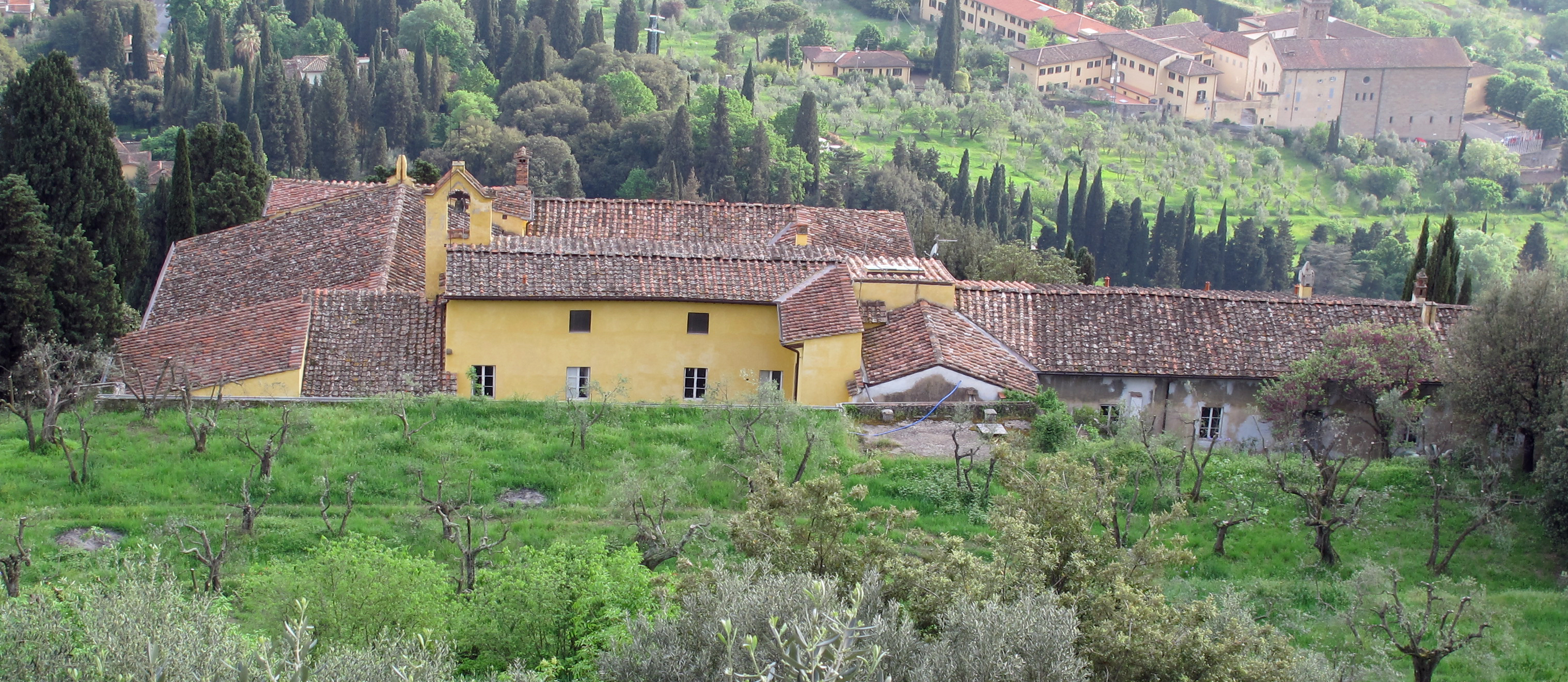
Vorbild für den Schauplatz des Romans war die Villa San Girolamo in Fiesole.

Ort der Handlung ist eine zerbombte Villa in der Toskana, die Zeit der Sommer 1944 (Italienfeldzug). Die Deutschen haben sich aus der Region zurückgezogen, aber überall Minen und versteckte Bomben hinterlassen.

### Hana
Die Figur, mit der der Roman eröffnet, ist die junge Hana, die Ondaatje bereits in seinem vorausgegangenen Roman, In der Haut eines Löwen (1987), eingeführt hatte. Hana war als Krankenschwester nach Italien gelangt und ist jetzt knapp 21 Jahre alt. Ihr einziger Patient ist ein bis zur Unkenntlichkeit verbrannter Mann, der sich nicht recht erinnert, wer er ist; Hana hält ihn für einen Engländer. Die Villa San Girolamo, ursprünglich ein Kloster, hatte deutsche Truppen beherbergt und nach deren Abzug ein provisorisches Krankenhaus, das bald evakuiert worden war, weil es sich als von den Deutschen vermint erwiesen hatte. Unter dem Vorwand, den nicht transportfähigen Engländer nicht verlassen zu wollen, war Hana mit dem Patienten dort ganz allein zurückgeblieben. Ihre wahren Motive werden nach und nach erkennbar: Hana hat zu viel Leid mitangesehen und zu viele Verluste erlitten. Ihr sind nicht nur allzu viele Patienten gestorben ‒ auch ihr Mann und ihr Stiefvater sind im Krieg umgekommen, ihr Kind hat sie abgetrieben. Hana fürchtet ernsthaft, dass ein Fluch auf ihr liegt, durch den jeder, den sie liebt, sterben muss. In der Pflege des englischen Patienten, der entgegen aller Wahrscheinlichkeit immer noch am Leben ist, hat sie eine Aufgabe gefunden, die sie vor dem Zerbrechen bewahrt. Sie spritzt ihm Morphium, liest ihm (was für sie eine Form von Literaturtherapie ist) vor und kümmert sich um den Garten, der sie beide ernährt.

### Der englische Patient

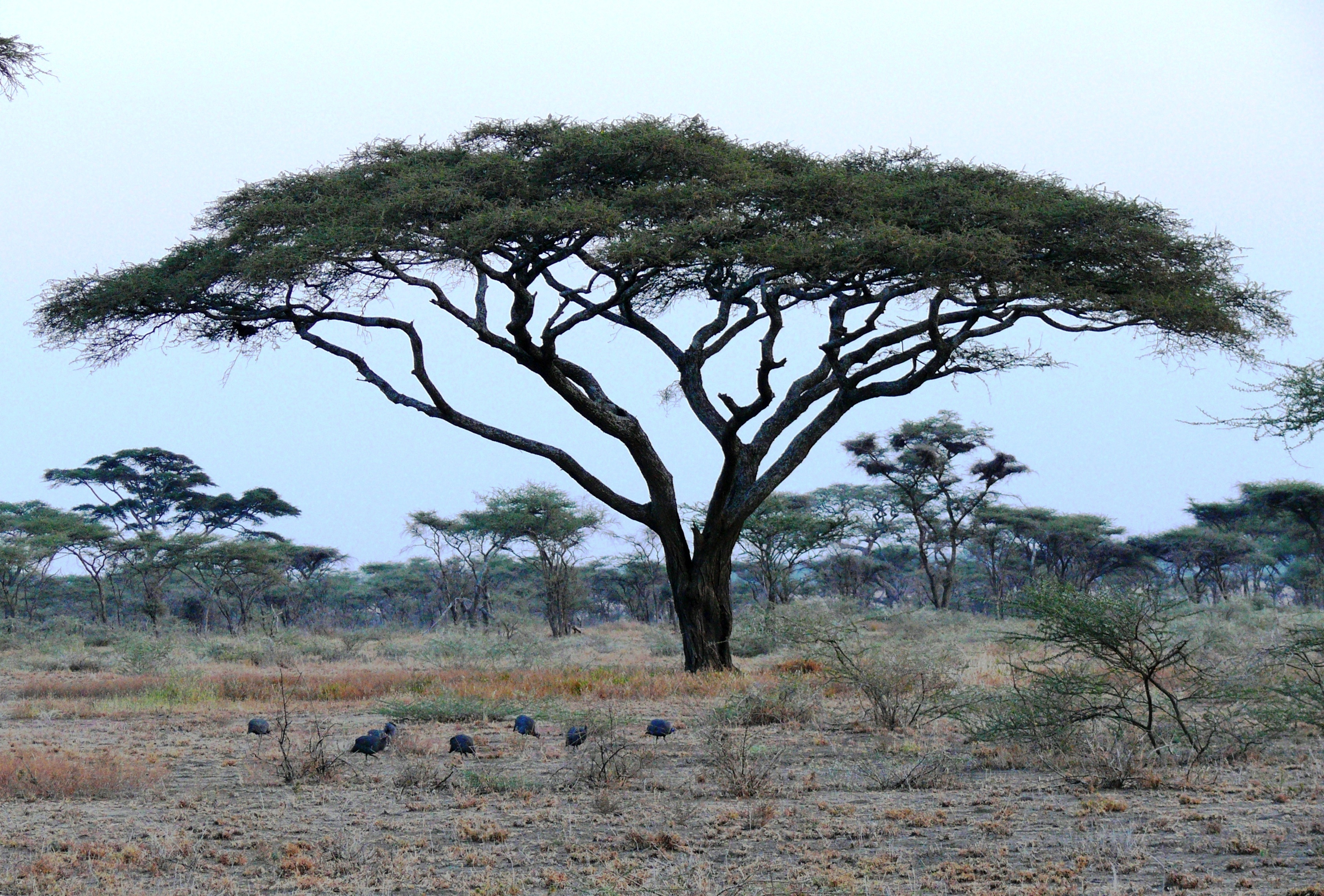
Eine Akazie. Almásys Sehnsuchtsort ist die verlassene Oase Zerzura im Wadi Talh, dem „Tal der Akazien“

Ondaatje stellt einen Zusammenhang zwischen Almásy und dem altägyptischen Gott Anubis her. Hunde sind eines der Motive, die im Roman immer wieder erscheinen.

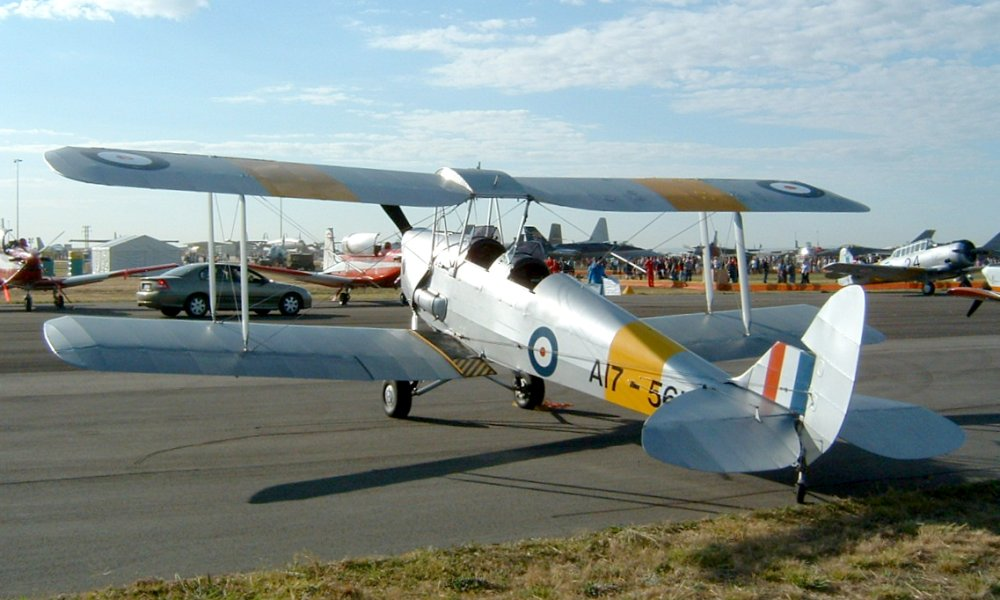
De Havilland DH.82A Tiger Moth, eines der beiden im Roman beschriebenen Flugzeuge

Der Patient ist ein alter Mann mit dünnem Haar und tauben Ohren. Seine Identität wird erst nach und nach enthüllt. Er hat große Teile seines Gedächtnisses verloren, Hana hilft ihm durch ihr beständiges Vorlesen, das Vergessene freizulegen. Eine Schlüsselrolle spielt dabei die Herodot-Ausgabe, die der Patient während seines Unfalls bei sich hatte, und aus der Hana ihm ebenso vorliest wie aus Kipling und aus der Kartause von Parma. Der Patient ist kein Engländer, sondern ein Ungar: der Saharaforscher und Spion Ladislav Almásy. Der Herodot-Band hat ihm in Afrika nicht nur als wissenschaftliches Vademecum, sondern auch als Aufbewahrungsort für persönliche Briefe, Zeichnungen, Landkarten und Fotos gedient. Ähnlich wie in Prousts Roman Auf der Suche nach der verlorenen Zeit eine Madeleine das Gedächtnis entfesselt, hilft dieses Buch Almásy, seine verschütteten Erinnerungen in vielen Schritten freizusetzen.
Mit einer kleinen Gruppe von Kollegen hatte Almásy seit 1930 im Dienste der Royal Geographical Society als Kartograf die nordafrikanische Wüste erkundet. 1936 stößt Geoffrey Clifton dazu, ein junger Mann aus Oxford, intelligent und charmant, ein Flugenthusiast. Dass er ein Flugzeug mit nach Ägypten bringt, macht ihn für die Kartografen besonders interessant. Außerdem bringt er seine junge Frau mit, Katharine, eine nach innerer Entwicklung hungrige Intellektuelle, die sich schnell an die rauen Lebensbedingungen anpasst. Almásy ist ein einsamer Wolf und ein besessener Forscher; genau diese Disposition ist es freilich, die ihn in eine verzehrende Liebe zu Katharine treibt. Die Wendung vom Obsessiven ins Sinnliche vollzieht sich punktgenau, als Katharine der Gruppe eines Nachts aus Almásys Herodot-Ausgabe vorliest. Nachdem beide Seiten sich anfänglich noch bemühen, einer Katastrophe auszuweichen, bricht das Begehren sich schließlich Bahn, und Almásy und Katharine beginnen eine leidenschaftliche Liebesbeziehung. 1938 beendet Katharine die Affäre; Almásy will sich nicht binden, und sie selbst wird mit ihren Schuldgefühlen nicht mehr fertig.
Als 1939 der Krieg ausbricht, soll das Lager der Kartografen aufgelöst werden und Clifton Almásy aus der Wüste abholen. Durch eine Indiskretion Bagnolds hat Clifton von dem Liebesverhältnis inzwischen erfahren. Als er mit seinem Flugzeug kommt, hat er Katharine an Bord und plant, sie alle drei zu töten. Er lässt das Flugzeug am Treffpunkt abstürzen und kommt ums Leben, wohl wissend, dass Almásy die Wüste ohne Flugzeug kaum lebend wird verlassen können. Katharine wird schwer verletzt. Die Höhle der Schwimmer, die Almásy einige Jahre zuvor entdeckt hatte, liegt in der Nähe. Almásy bringt Katharine dorthin. Die Erinnerungsberichte, die er Caravaggio und Hana später gibt, sind widersprüchlich: einmal erzählt er, Katharine habe den Absturz überlebt und ihn in der Höhle noch einmal geliebt, er habe sie dort schließlich lebend zurückgelassen; dann ist die Rede von Katharines Sterben in Almásys Beisein in der Höhle, und an einer noch späteren Stelle lässt er durchscheinen, dass er sie bereits tot aus dem Flugzeug gezogen habe. Ein Flugzeug, das im Sand vergraben ist, kann er nicht nutzen, weil er kein Benzin hat, und bricht darum zu Fuß auf. Als er nach 4 Tagen die nächste Stadt, El Tag, erreicht, wollen die Briten, die dort stationiert sind, ihm nicht helfen, eine Frau zu retten, die er als seine Ehefrau bezeichnet. Im Gegenteil, wegen seines ausländisch klingenden Namens wird er als Spion verhaftet.
Er beginnt für die Deutschen zu arbeiten und führt deren Spion Eppler durch die Wüste nach Kairo. Danach durchquert er ein weiteres Mal die Wüste zu Fuß ‒ diesmal mit Flugbenzin ‒, Katharine ist aber längst tot. Er nimmt ihre Leiche mit an Bord des Flugzeugs, das allerdings einen Defekt hat und bald nach dem Start in Brand gerät. Obwohl er mit dem Fallschirm abspringt, wird er von den Flammen erfasst. Beduinen finden ihn und bringen ihn 1944 in ein britisches Camp.

### Caravaggio
Die dritte Hauptfigur des Romans ist David Caravaggio. Mit seinem ursprünglichen Beruf als Dieb hatte er sich überraschenderweise dem britischen Geheimdienst empfohlen, der ihn während des Krieges in Nordafrika als Spion eingesetzt hat. Beim Versuch, eine Kamera mit Beweismaterial zu stehlen, wurde er dann von den Deutschen in Italien gefasst, gefoltert und an Händen und Seele so verstümmelt, dass er seine mit Passion und Esprit ausgeübte Tätigkeit als Dieb nicht mehr ausüben kann. Caravaggio ist im Roman In der Haut eines Löwen ein Freund von Hanas Pflegevater Patrick Lewis und hat Hana aufwachsen sehen. Als ihm zufällig zu Ohren kommt, dass sie sich gemeinsam mit dem verbrannten englischen Patienten ‒ den er zu Recht für den Spion Almásy hält ‒ nicht weit entfernt aufhält, reist er zur Villa San Girolamo, besessen vom Wunsch, Almásys Identität zu enthüllen.
Seine ursprüngliche Feindseligkeit gegen Almásy verblasst in dem Umfang, in dem Almásy ihm seine Geschichte, besonders seine Liebesgeschichte, erzählt. Umgekehrt kann Caravaggio Almásys Wissenslücken füllen, etwa dass Geoffrey Clifton für den britischen Geheimdienst gearbeitet hat und dass der Geheimdienst von Anfang an über Almásys Affäre mit Katharine Clifton Bescheid gewusst hat. Die Briten wussten auch, dass er die Deutschen unterstützte, und hatten geplant, ihn in der Wüste umzubringen.

### Kip

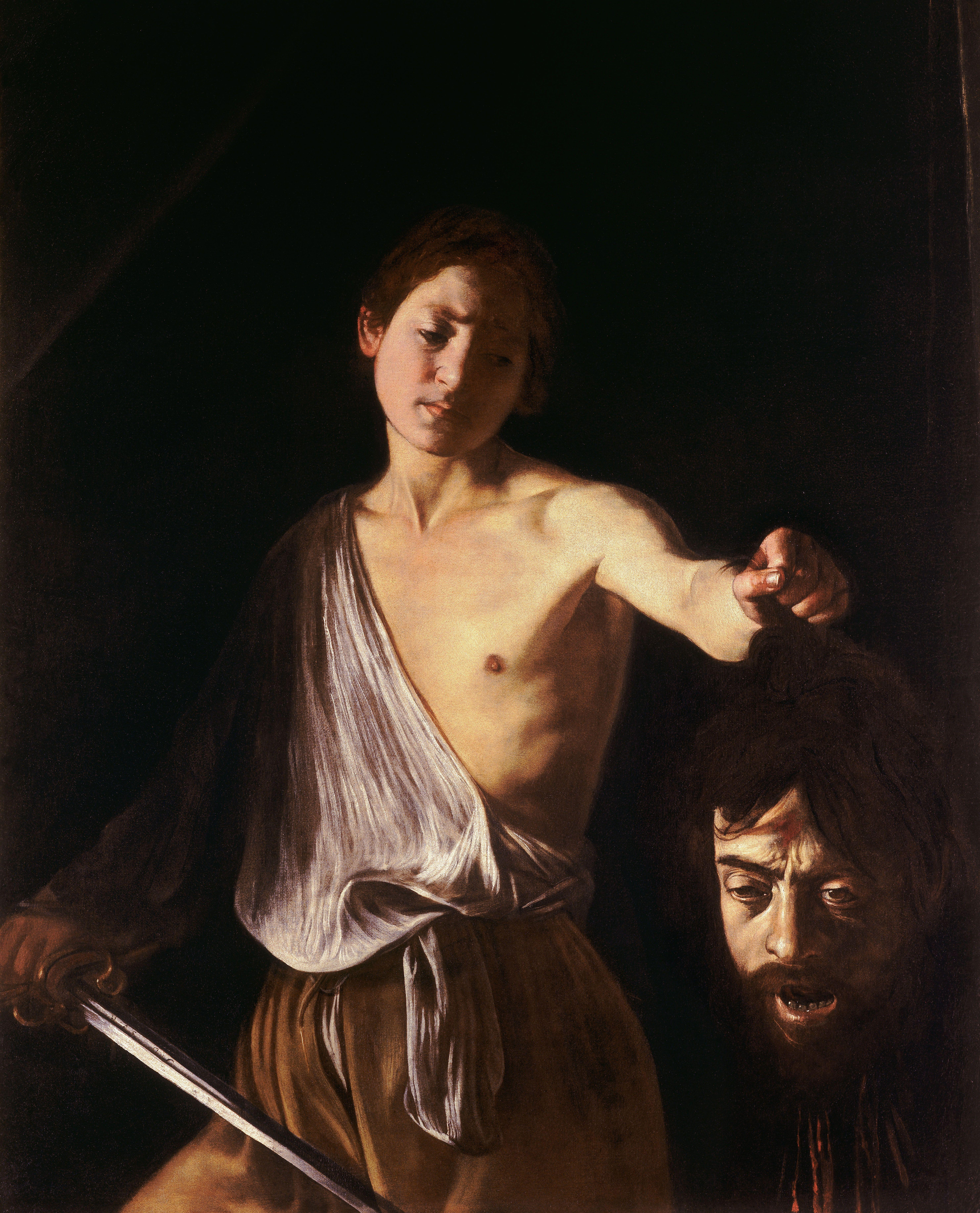
Kip repräsentiert Almásys kritisches jüngeres Alter Ego, ebenso wie in Caravaggios Doppel-Selbstporträt David mit dem Haupte Goliaths der Jüngere den Älteren beurteilt.

Die vierte Hauptperson ist Kip, eigentlich Kirpal Singh, ein junger Inder, ein Sikh, der im britischen Militärdienst die Kunst studiert hat, Bomben zu entschärfen. Sein Ausbilder, Lord Suffolk, ein echter englischer Gentleman, hatte den Fremden warm aufgenommen; anders als sein misstrauischer eigener Bruder hat Kip sich der westlichen Welt dadurch eng verbunden gefühlt.
Kips Tätigkeit ist extrem gefährlich. Er hat miterlebt, wie nicht nur Lord Suffolk, sondern auch sein Kamerad Sergeant Hardy dabei ums Leben gekommen sind. Ebenso wie die anderen drei Hauptfiguren des Romans ist Kip ein Meister seines Handwerks; die Hypervigilanz, zu der das Aufspüren und Entschärfen der Minen und Bomben, die oft an den scheinbar sichersten Orten versteckt sind, ihn zwingt, hat ihn jedoch von allem Menschlichen entfremdet. Kip erscheint unnahbar. Erst Hana, die warm und kindlich ist, ermöglicht es ihm, mit der Menschheit erneut Verbindung aufzunehmen. Kip und Hana werden Liebende und schlafen einen Monat lang zusammen. Der sanfte und stille Grundton ihrer Romanze bildet einen schroffen Kontrast zu der sehr viel dramatischeren Liebe zwischen Almásy und Katharine Clifton.
Als Kip im August 1945 von den Bombenabwürfen auf Hiroshima und Nagasaki hört, ist er aber außer sich vor Empörung über die westliche Welt, die eine solche Bestialität gegen ein westliches Land niemals verübt hätte. Er droht Almásy, den er als Symbol des Westens empfindet, zu erschießen, lässt dann aber von ihm ab und verlässt die Villa für immer. Obwohl Hana ihn nie wiedersehen wird, ist sie besänftigt darüber, dass der vermeintliche Fluch, der auf ihr liegt, seine Macht verloren hat. Kip kehrt nach Indien zurück, wird dort Arzt und gründet eine Familie. Obwohl sein neues Leben glücklich und erfüllt ist, denkt er oft an Hana.

## Form
Vergangenheit und Gegenwart sind in diesem Roman kontinuierlich verwoben. Erzählt wird die Handlung abwechselnd aus den Perspektiven aller vier Hauptfiguren. Almásys Erinnerungsberichte erfolgen fragmentarisch und unchronologisch, sie wiederholen sich vielfach, oft aber in widersprüchlichen Versionen. Insbesondere bei wiederholter Lektüre stößt der Leser in Almásys Berichten auf zahlreiche Ungereimtheiten, die im Verlaufe der Romanhandlung auch nicht aufgelöst werden. Exemplarisch sei hier der Altersunterschied zwischen Almásy und Katharine genannt; Almásy selbst beziffert diesen auf „15 Jahre“, wird aber als alter Mann charakterisiert, während er Katharine als knabenhafte junge Frau beschreibt, die gerade erst ihr Collegestudium abgeschlossen hat. Andere Punkte, die unklar bleiben, sind die genauen Umstände seines Sich-Verliebens, die Gründe ihrer Trennung und der Zeitpunkt seiner Spionagetätigkeit.

## Hintergrund
Die Figur des „englischen Patienten“ basiert auf dem ungarischen Wüstenforscher Ladislaus Almásy (László Ede Almásy, 1895–1951), der in den 1930er Jahren die ägyptische und libysche Wüste erforschte. Er arbeitete während des Zweiten Weltkrieges tatsächlich unter Erwin Rommel für das Afrikakorps der deutschen Wehrmacht. Ondaatje stützte sich beim Verfassen des Buchs auch auf die Beschreibung der Wüstendurchquerung durch Johannes Eppler. Darüber hinaus weicht die erzählte Geschichte jedoch von der tatsächlichen Lebensgeschichte Almásys in weiten Teilen ab.
Ondaatje ließ sich auch von der „Tatarenlegende“ des deutschen Künstlers Joseph Beuys inspirieren. Beuys war 1944 als Bordschütze und Funker in einem Sturzkampfflugzeug (Stuka) vom Typ Ju 87 eingesetzt. Er wurde über der Krim abgeschossen und schwer verletzt. Seiner eigenen Darstellung zufolge pflegten ihn Tataren und hüllten ihn in Fett und Filz. Almásy wird in Ondaatjes Roman nach seinem Absturz von Beduinen gerettet, die ihm „große weiche Filzstücke“ auflegen, die in Öl getränkt sind.
Die Figuren von Geoffrey und Katharine Clifton basieren auf Sir Robert Clayton East Clayton und seiner Ehefrau Lady Dorothy (1906–1933). Der Engländer war ein Förderer László Almásys und starb im Jahr 1932 im Alter von nur 24 Jahren am Biss einer Wüstenfliege im Gilf el-Kebir, also nicht, wie im Roman dargestellt, bei einem Flugzeugabsturz. Die junge Witwe Lady Dorothy reiste daraufhin in die ägyptische Wüste, um die Arbeit ihres Mannes zu beenden. Sie kam am 15. September 1933 bei einem ungewöhnlichen Flugzeugabsturz in Brooklands, in der englischen Grafschaft Surrey, ums Leben.

## Rezeption

### Kritik
In der 27. Folge des Literarischen Quartetts im Oktober 1993 wurde das Buch kontrovers besprochen. Hellmuth Karasek wies auf die zahlreichen intertextuellen Referenzen des postmodernen Romans hin, bemängelte aber den Schluss; Marcel Reich-Ranicki kritisierte die vage Personenzeichnung und die uneigenständigen Bezüge zu Ernest Hemingway, während Sigrid Löffler dem Autor eine "große Zärtlichkeit" in der Schilderung der Beziehungen zwischen seinen Figuren attestierte. Gastkritikerin Ruth Klüger verglich den Autor mit Exilliteratur wie jener von V. S. Naipaul.

### Preise
In Großbritannien wurde der Roman im Oktober 1992 mit dem Booker Prize ausgezeichnet. Auch in Kanada errang er in diesem Jahr den höchsten Literaturpreis des Landes, den Governor General’s Award for Fiction.
2018 erhielt das Buch den Golden Man Booker Prize.

### Verfilmung
Der Roman „Der englische Patient“  wurde 1996 von Anthony Minghella mit Ralph Fiennes, Juliette Binoche, Willem Dafoe und Kristin Scott Thomas in den Hauptrollen verfilmt und mit neun Oscars (12 Nominierungen) ausgezeichnet, siehe Der englische Patient.

## Ausgaben
Englische Originalausgaben
- The English Patient. McClelland and Stewart, 1992, ISBN 0-7710-6886-7 (Gebundene Ausgabe, kanadische Erstausgabe, erschienen im September 1992).
- The English Patient. Knopf Doubleday, 1992, ISBN 0-679-41678-1 (Gebundene Ausgabe, erschienen am 29. September 1992).
- The English Patient. Vintage, 1993, ISBN 0-679-74520-3. Taschenbuchausgabe
- The English Patient. Vintage, 1996, ISBN 0-679-74520-3. Taschenbuchausgabe
- The English Patient. Everyman, 2011, ISBN 1-84159-339-7. Gebundene Ausgabe
- The English Patient. Random House Audio, 2007, ISBN 1-4159-3958-6. Audiobuch, ungekürzte Fassung, gelesen von Christopher Cazenove
- The English Patient. Random House Audio, 2008. Audiobuch (3 CDs), gekürzte Fassung, gelesen von Ralph Fiennes

Deutsche Übersetzungen
- Der englische Patient. Hanser, 1993, ISBN 3-446-17339-0. Übersetzt von Adelheit Dormagen, gebundene Ausgabe
- Der englische Patient. Süddeutsche Zeitung, 2004, ISBN 3-937793-22-4. Übersetzt von Adelheit Dormagen, gebundene Ausgabe
- Der englische Patient. Deutscher Taschenbuch Verlag, 2007, ISBN 3-423-19112-0. Übersetzt von Adelheit Dormagen, Taschenbuchausgabe
- Der englische Patient. Tacheles, 2006 (Audiobuch (4 CDs), gekürzte Fassung, gelesen von Ulrich Matthes).